# Ширгисвальде-Киршау
Ширгисвальде-Киршау (нем. Schirgiswalde-Kirschau) — город в немецкой федеральной земле Саксония. Административно подчинён району Баутцен.
Город был создан 1 января 2011 года путём добровольного объединения прежде независимых города Ширгисвальде с общинами Киршау и Кростау, до того уже сотрудничавших в рамках административного управления Ширгисвальде, упразднённого с созданием нового населённого пункта. Административный центр Ширгисвальде-Киршау находится в Киршау (Zittauer Straße 5
02681 Schirgiswalde-Kirschau).
Коммуна состоит из четырёх подрайонов, которые, в свою очередь, подразделяются на ряд посёлков:
- Кростау
  - Вурбис
  - Калленберг
  - Карлсберг
  - Кростау
  - Хальбендорф
- Киршау
  - Киршау
  - Кляйнпоствиц
- Родевиц-на-Шпрее
  - Бедервиц
  - Зонненберг
  - Родевиц-на-Шпрее
- Ширгисвальде
  - Ной-Ширгисвальде
  - Ширгисвальде

На 31 декабря 2015 года население Ширгисвальде-Киршау составляло 6399 человек.

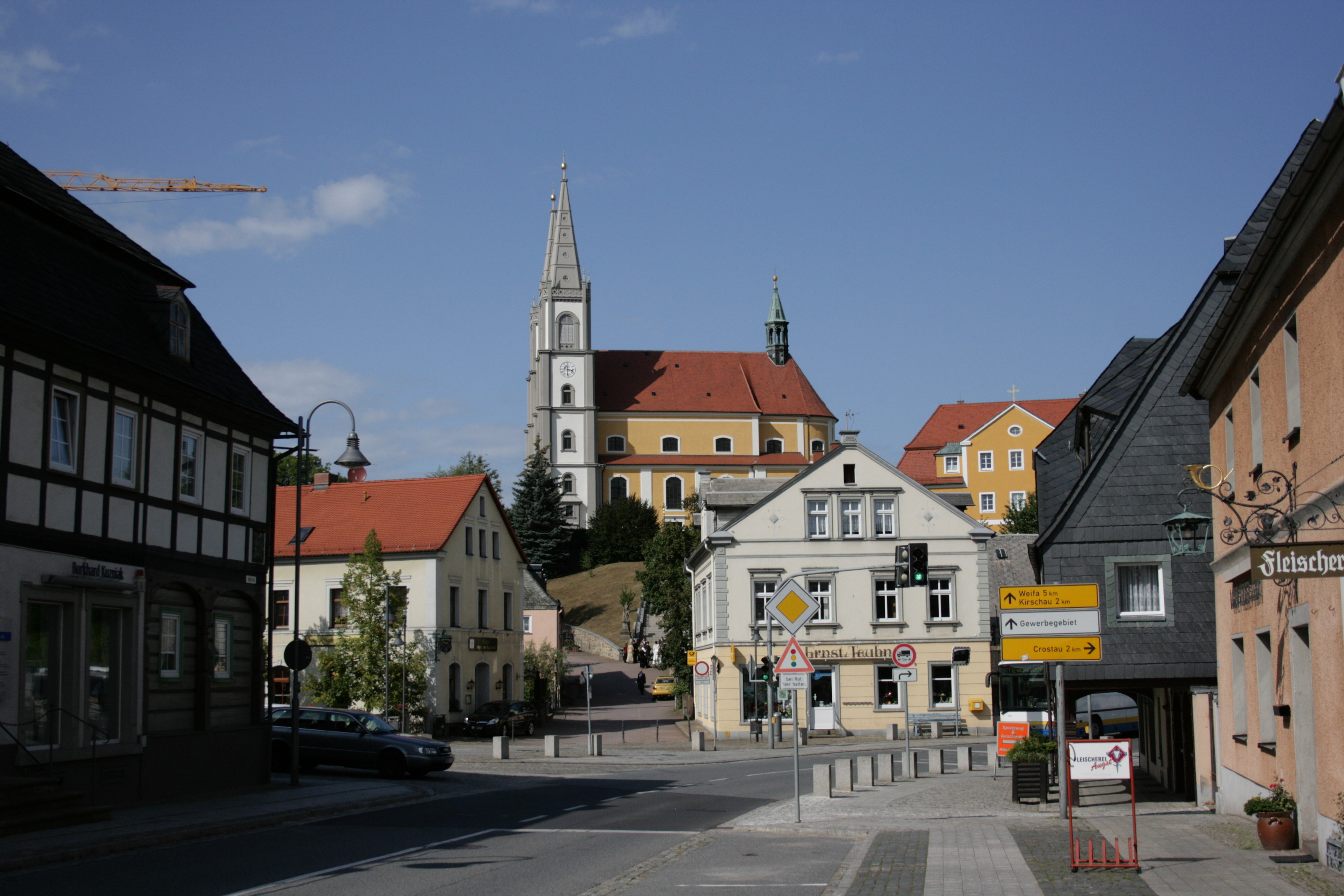
Главная улица в Ширгисвальде
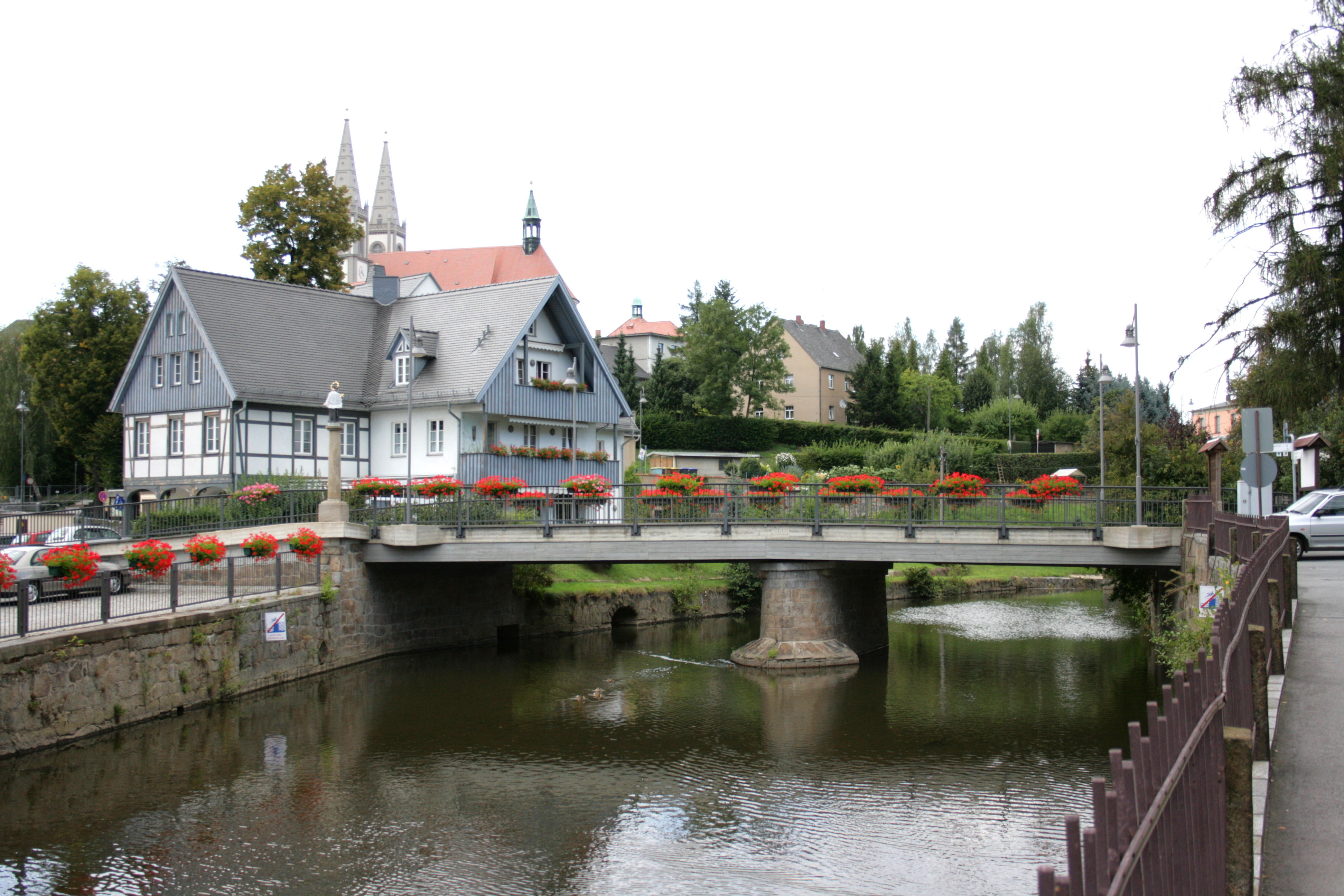
Мост через Шпрее в Ширгисвальде
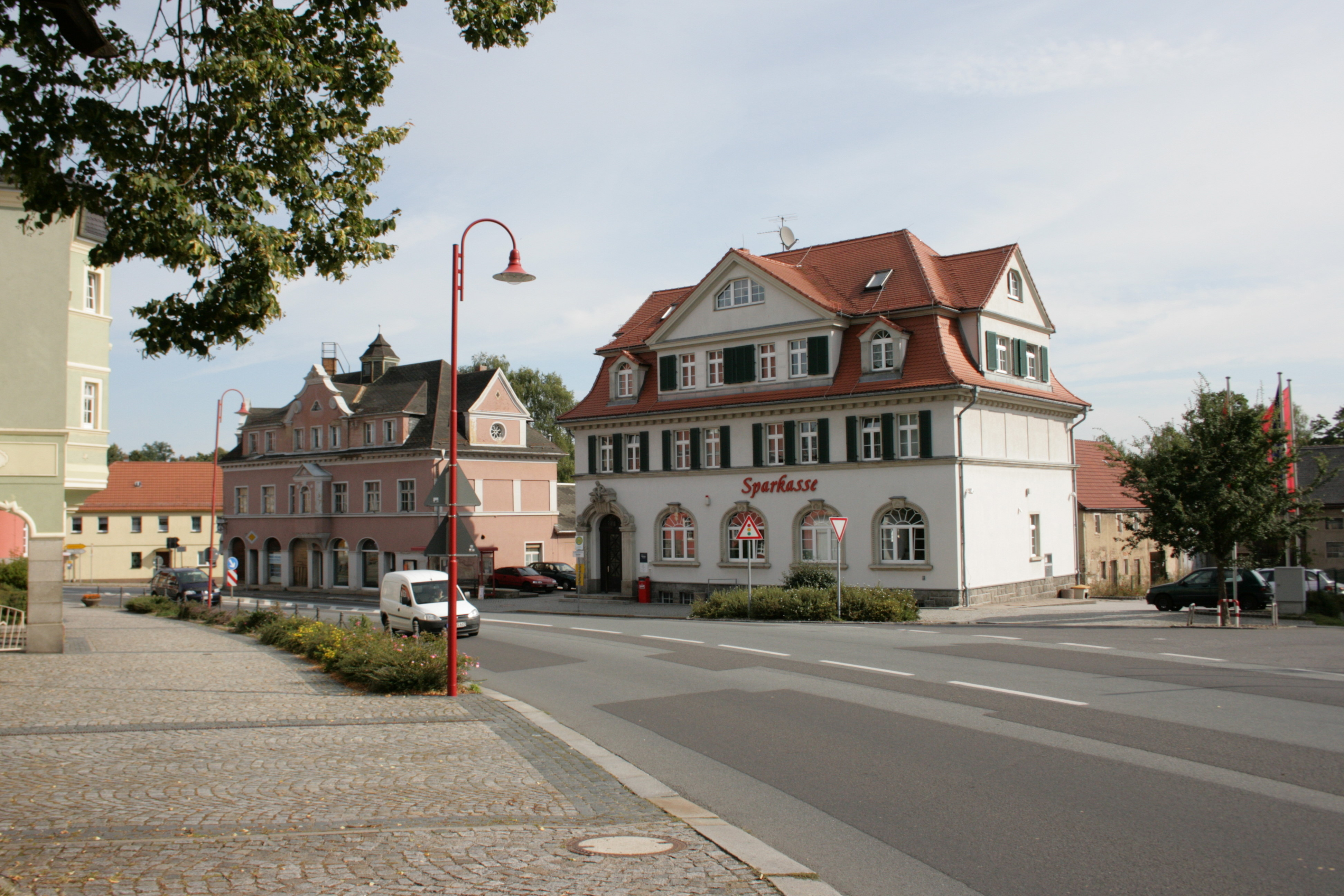
Циттауер штрассе в Киршау